# قفل

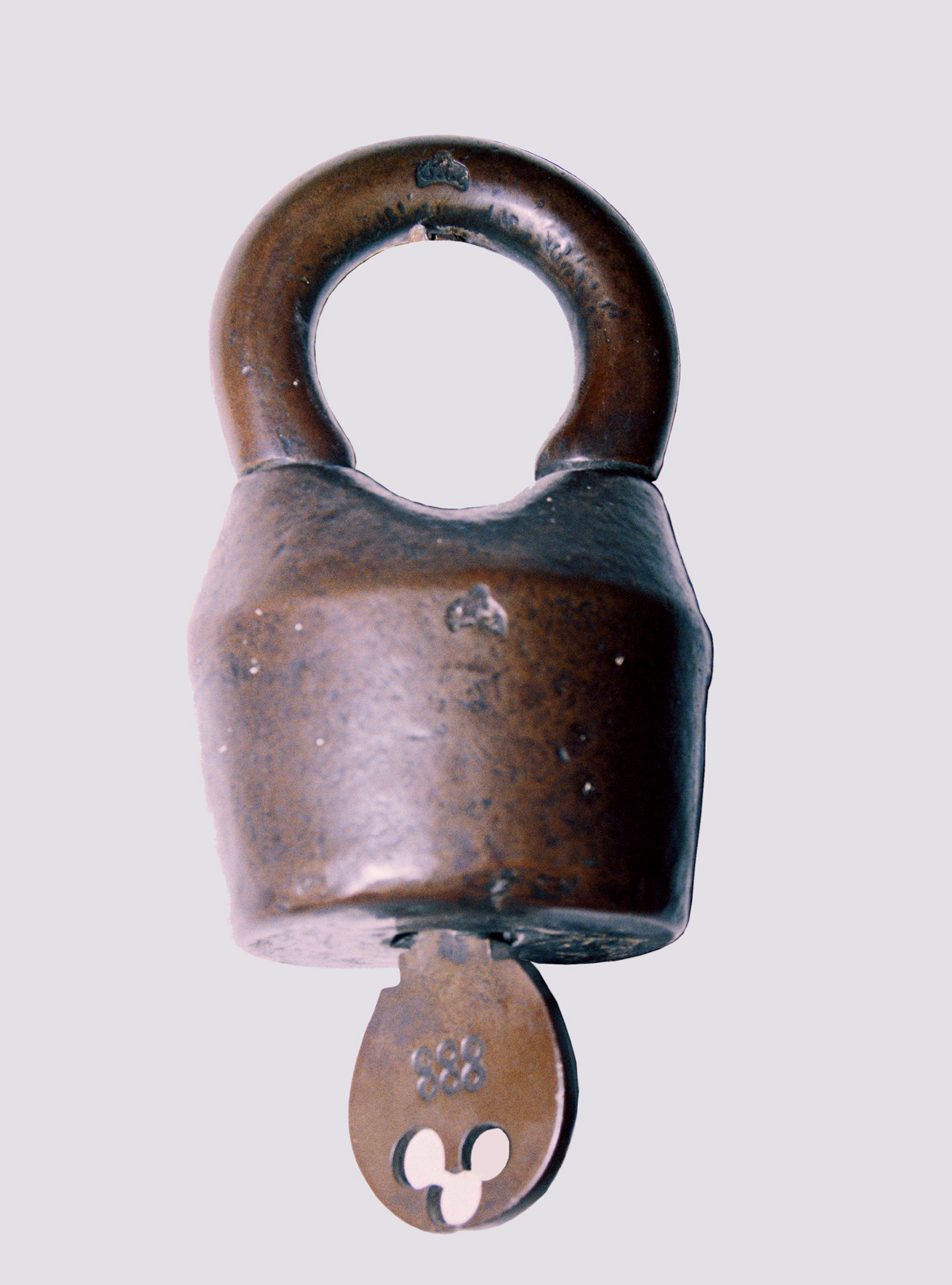
قفل‌آویز مربوط به دهه ۱۳۳۰

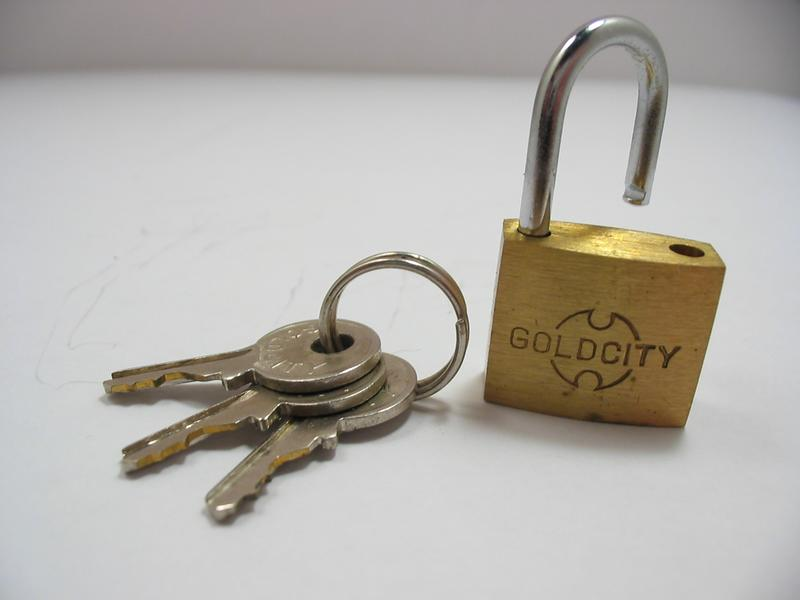
یک قفل آویز با کلید

قُفل یا کوپله آلتی فلزی است که با آن در خانه، صندوق، قفسه، گنجه، دولابچه یا زنجیر دوچرخه و غیره را می‌بندند.
قفل وسیله‌ای برای بسته نگه داشتن در است به‌طوری‌که فقط با کلیدش بتوان آن را باز کرد. قفل درهای خانه‌ها بیشتر قفل استوانه‌ای است. قسمت بیرون زده از قفل یک زبانهٔ فنرسوار و گوه‌ای شکل است. هنگامی که در را می‌بندید این زبانه با صدای مختصری در قاب خود جای می‌گیرد.
بعضی قفل‌ها اصلاً کلید ندارند. در قفل رمزی از رمز استفاده می‌شود. با چرخاندن حلقه‌هایی یا فشار دادن دکمه‌هایی رمز را به قفل می‌دهند تا باز شود.
اتاق‌های امن بانک‌ها غالباً قفل‌های زمانی دارند. این قفل‌ها درها را شب بسته نگه می‌دارند و تا زمان معینی باز نمی‌کنند.

## قفل‌های ضامن‌دار
قفل‌های ضامن‌دار صدها سال، تنها وسیله اطمینان بخش برای مردمان به‌شمار می‌رفت. در واقع ضامن‌ها همان برآمدگی‌های اطراف سوراخ کلید در قفل هستند، به‌طوری‌که اگر کلیدی، شیارهایی متناظر با ضامن‌ها نداشته باشد، گردانیدن و حرکت آن در قفل ممکن نیست. طی قرن‌های متمادی، قفل سازها ابتکارهای فراوانی در طرح ضامن‌ها ارائه کردند و در نتیجه، کلیدهای پرپیچ و خمی پیدا شد. رومیان، کلیدهای کوچکی هم می‌ساختند و آن‌ها را به‌عنوان انگشتر به دست می‌کردند؛ همچنین علاوه بر قفل‌های ثابت، قفل قابل انتقال را هم وارد کار کردند.

## تاریخچه
در چین و مصر بیش از ۴۰۰۰ سال قبل از نوعی قفل چوبی استفاده می‌شد. در قرن پانزدهم میلادی، صنعت گران اروپایی قفل‌های ساده‌ای از فلز ساختند. اولین بار قفل‌های طرح جدید را رابرت بارون و جوزف برامه در دههٔ ۱۷۸۰ میلادی در انگلستان ساختند.
در هزارهٔ دوم ق. م در مصر و بین‌النهرین قفل کردن خزانه‌ها و انبارهای گندم و پرستشگاه‌ها متداول بوده‌است. به نظرمی‌رسد که رومی‌ها پاره‌ای از این نوع قفل و کلیدها را از کشورهای مدیترانهای به‌دست آورده‌اند. پاره‌ای از قفل‌های ایرانی همانند قفل‌های مصری و یونانی است و برخی دیگر مانند قفل‌های رومی می‌باشند. برخی به قفل‌های چینی و هندی می‌ماند و تعدادی هم مانند قفل‌هایی است که در اروپا از قرون وسطی تا انقلاب صنعتی بکاربرده می‌شد. قفل‌ساز ایرانی یک کوره متوسط بادم فانوسی داردکه شکل‌های مختلف قفل را به کمک آن تهیه می‌کند. لحیم کاری آن را در بوته‌های گلی کوچک انجام می‌دهد.

### قدیمی‌ترین قفل
از ایام قدیم تا قرن ۱۸ میلادی، قدیمی‌ترین شکل قفل، قفلی است که در ویرانه‌های خرساباد نزدیکی نینوا، پیدا شده‌است و حدود ۴ هزار سال قدمت دارد. این قفل چوبی است و چند میله چوبی قابل حرکت دارد که در سوراخ‌هایی مناسب روی کلون می‌افتند و کلون را در وضعیت بسته نگه می‌دارند.
کلید آن هم چوبی است و میله‌هایی دارد و می‌توان آن را در شیاری در کلون داخل کرد. میله‌های کلید، میله‌های قابل حرکت قفل را به ارتفاع مناسب بالا می‌برند و بیرون کشیدن کلون ممکن می‌شد. مصریان قدیم، این نوع قفل را می‌شناختند و نمونه‌هایی از آن در ژاپن و نروژ نیز به دست آمده‌است. در حفره‌های تپه چغازنبیل در استان ایلام، کلون و میله‌هایی سنگی پیدا شده که قدمت آن به قرن سیزدهم میلادی می‌رسد.
رومیان، قفل‌ها و کلیدهای فلزی را اختراع کردند و برای اولین بار از ضامن‌ها برای ایمنی قفل استفاده کردند.

### قفل‌سازان قرون وسطی
قفل سازان قرون وسطی، به‌خصوص در کشور آلمان، در ساختن قفل‌های ظریف تبحر خاصی داشتند. کلیدها و قسمت‌های متحرک قفل را بسیار پرکار و ضامن‌ها را بسیار درهم و پیچیده می‌ساختند؛ و ظاهر قفل‌ها را به‌طور بسیار زیبایی تزئین می‌کردند. با این همه، توجه و نیاز فراوانی که در آن روزگاران پرآشوب به قفل‌های مطمئن بود، در سازوکار قفل‌ها چندان پیشرفتی حاصل نشد. درهم پیچیدگی ضامن‌ها و پنهان کردن سوراخ کلید، تنها وسیله ایمنی به‌شمار می‌رفت.

## انواع قفل‌ها
قفل استوانه‌ای را لینوس یل. جونیور در سال ۱۸۶۵ میلادی در آمریکا ساخت. امروزه، بعضی از قفل‌ها الکترونیکی‌اند.

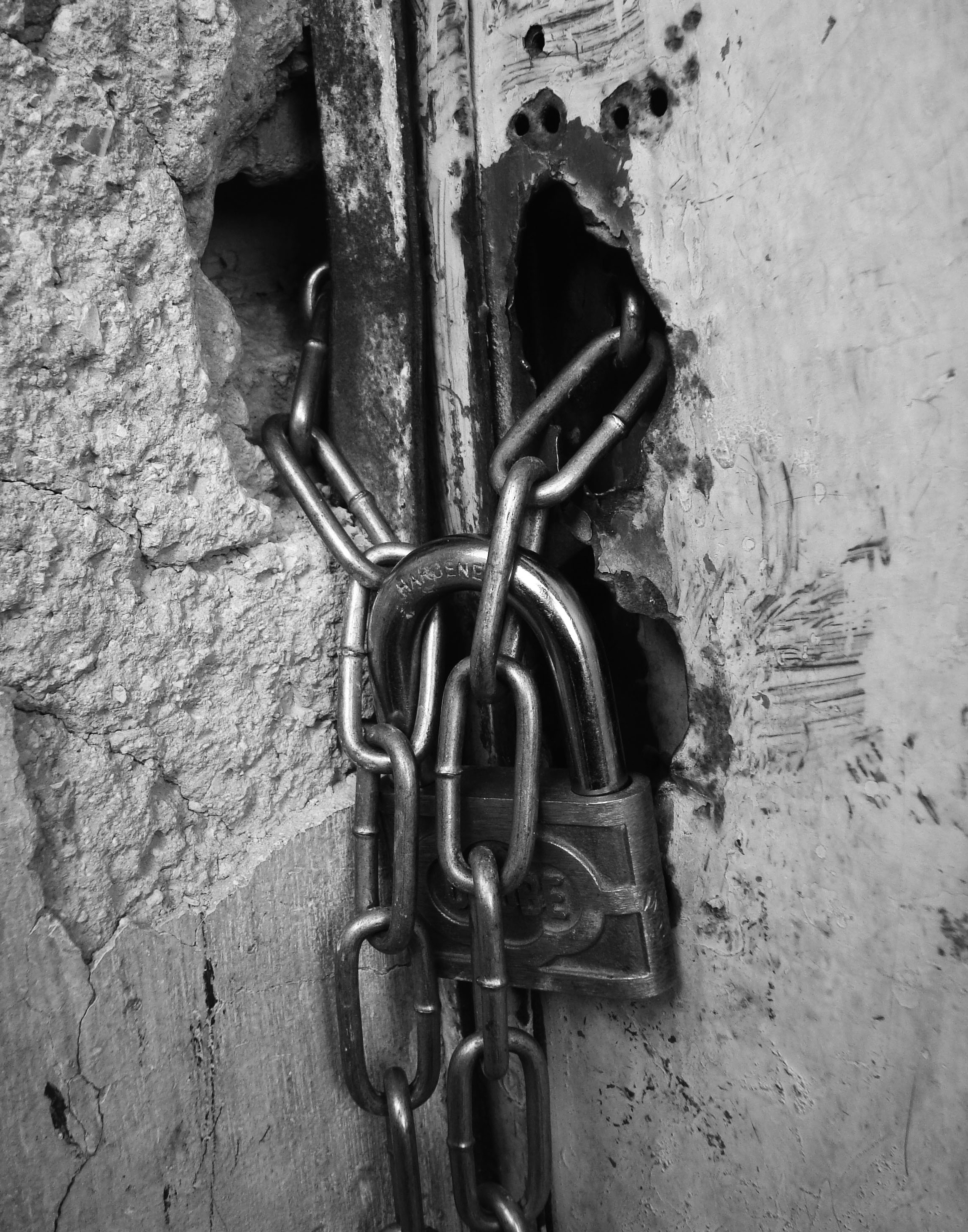
قفل

قفل‌های ایرانی را از لحاظ فنی می‌توان به رده‌های زیربخش کرد:
قفل‌های ثابت در
۱. قفل تابلو برق:
قفل تابلو برق یک نمونه از قفل‌های بسیار پر کاربرد در تابلوهای برق، ریتال و سلول هستند که به منظور محافظت از تجهیزات ارزشمند برقی داخل تابلوها به کار می‌روند. 
این قفل‌ها دارای انواع مختلفی هستند که بنا به نوع تابلو، انتخاب و روی آن نصب می‌شوند. قفل تابلو برق
قفلهای تابلو برق، محافظان بسیار خوبی برای تابلوها به‌شمار می‌روند به همین دلیل استفاده از آنها دارای اهمیت بسیار بالایی است.
۲. کلون دان (قفل رومی):
این قفل عبارت است از کلون چوبی محکمی که داخل بدنهٔ قفل واقع می‌شود و بدنهٔ قفل با گل میخهای بزرگ آهنی دست‌ساز به یک لنگهٔ در وصل شده‌است. انتهای کلون داخل ماده‌ای می‌شود که درروی لنگه درد یگراست. برای بازوبسته کردن این کلون و ماده یک طرف کشویی آن دارای دندانه‌هایی است که کلید به داخل می‌افتد. با هر دور چرخاندن آن کشویی‌اش به آخر می‌رسد و بدین ترتیب در باز و بسته می‌شود.
۳. قفل کلون دار:
این نوع قفل در تمام ایران یافت می‌شود و کهن‌ترین نوع قفل ازلحاظ ساخت است؛ که قدیمی‌ترین نوع آن در خرابه‌های خورس‌آباد نزدیک شهر باستانی نینوا یافت شده‌است. کلون دارای چندین دندانه است که شیطانک وقتی در قفل بسته مشود بر روی آن می‌افتد و بدین ترتیب ضامن آن می‌شود. برای بازکردن در، کلید را از شکافی که در داخل بدنه قفل است و کلیدخور نامیده می‌شود وارد می‌کنند. پره‌ها با برجستگی‌های روی کلید نظیر بریدگی‌های روی کلون است. کلید در آن موقع بلندمیشود. بدین ترتیب شیطانک را بالا برده و وقتی که کلید کشیده می‌شود و قفل عقب می‌رود. اصول قفل‌های امروزی ما به اسم یال براساس همین کلون‌ها ساخته شده‌است. در مناطق یزد و اصفهان شیطانک‌های کلون باتنوع زیاد بکاربرده می‌شود. درقفل چوبی، شیطانک یک کشوی عمودی آهنین را ضامن می‌شود که دریک چفت آهنی جذب و محکم شده‌است.
۴. قفل فنرپیچ:
در آذربایجان قفل دیگری به کاربرده می‌شود که اصول آن درطرح و ساخت متفاوت است. این قفل شامل جعبه ی آهنی بادو فنر قوی است که سرشان از جعبه بیرون آمده‌است. این فنرها دو طرف قلاب مادگی را می‌گیرد. کلید داری دو زبانه و با چنان اندازه‌ای است که وقتی که درداخل قفل می‌چرخد فنرها را از هم بازکرده و از مادگی جدامی‌کند و در بازمی‌شود. اگر یک یا دو طرف این زبانه‌ها کوچک باشد، فنر به اندازهٔ کافی از هم باز نمی‌شود و اگر زیاد بزرگ باشد داخل سوراخ کلید نمی‌شود. صفحهٔ مدینگ نیز باید در شکاف‌های زبانه‌های کلید بخورد به طوری که روی هم بروند.
این سه نوع قفل‌های ثابت روی در، درهای اصلی، دروازه‌های باغ و… بکار برده می‌شود.
قفل‌های آهنی
۱. قفل فنری باکلیدپیچی :باتغییردادن قطر کلید، گام پیچ، تعداد پیچ ماده، طول و قطر مفتول داخل قفل عوض می‌شود. همین نوع قفل درقرون وسطی درانگلستان و فرانسه و آلمان دیده میشدوتاسال۱۸۷۵م در این کشورها رواج داشت.
۲. قفل فنری باکلیدفشاری:
سابقهٔ تاریخی آن از زمان روم قدیم آغاز می‌شود و تا قبل از انقلاب صنعتی در اروپا به کاربرده می‌شد. احتمال دارد اختراع این نوع قفل هااز چین و هند باشد یا شاید از خاورمیانه آغازشده از یک طرف به روم وازسوی دیگربه هندویاچین رفته باشد.
۳. قفل لوله باکلیدپیچی:
مشخصهٔ اصلی این قفل، استوانه ی کوچک آن است که داخل لوله قرارگرفته‌است. تکه درونی درقسمت جلودنده‌ای داردکه به حلقه ی قفل میخوردووقتی که خوب پیچ می‌شود آن را قفل می‌کند. کلیدآن در انتها دارای دنده است که بایدبه جلوی لوله بخورد. پس ازاینکه این سوی آن را پیچ کردندکلیدرابه جلوی آن فشارمیدهند. شیاری که روی کلیداست به راه کلیدبدنهٔ قفل می‌خورد. وقتی که کلیدچرخیده می‌شود قسمت قفل کنننده، برای اینکه بتواندحلقه را آزادکند، بازمیشود. باتغییر دنده‌های کلیدازلحاظ گام، قطروجهت حرکت نیز با تغییر اندازه راه کلیدوشیاری که روی کلیداست وبدنه قفل، می‌توان انواع واقسام این نوع قفل را به‌دست آورد. تکه قفل‌کننده همیشه درداخل لوله باقی می‌ماند. قفل‌های لوله‌ای درهندو اروپای مرکزی پیداشده‌است.
۴. قفل حروفی یا رمزی:

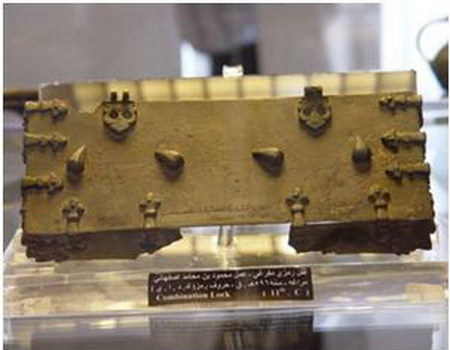
قفل رمزی

تا سال ۱۷۵۰م قفل‌های حروفی شبیه قفل‌های ایرانی درفرانسه به کاربرده می‌شود و اخیراً برای محافظت دوچرخه و اتومبیل زیاد به کاربرده می‌شود. قفل‌های رمزی کنونی از ترکیب اعداد استفاده می‌کنند، آنها اینقدر هوشمندانه ساخته شده‌اند که با استفاده از تابع تصادفی و جا به جایی اعداد روی صفحه نمایش، مانع از خوانده شدن رمز توسط اطرافیان می‌شوند.

### قفل دیجیتال
قفل دیجیتال و قفل الکترونیکی به دستگاه‌های قفل‌کننده ای اشاره دارند که به وسیله یکسری مدارهای الکترونیکی کار می‌کنند. این تعریف خیلی کلی است و انواع مختلفی مانند قفل کارتی، قفل رمزی، قفل بیومتریک (مانند اثر انگشتی) یا ترکیبی از این‌ها دارد.

## نگارخانه

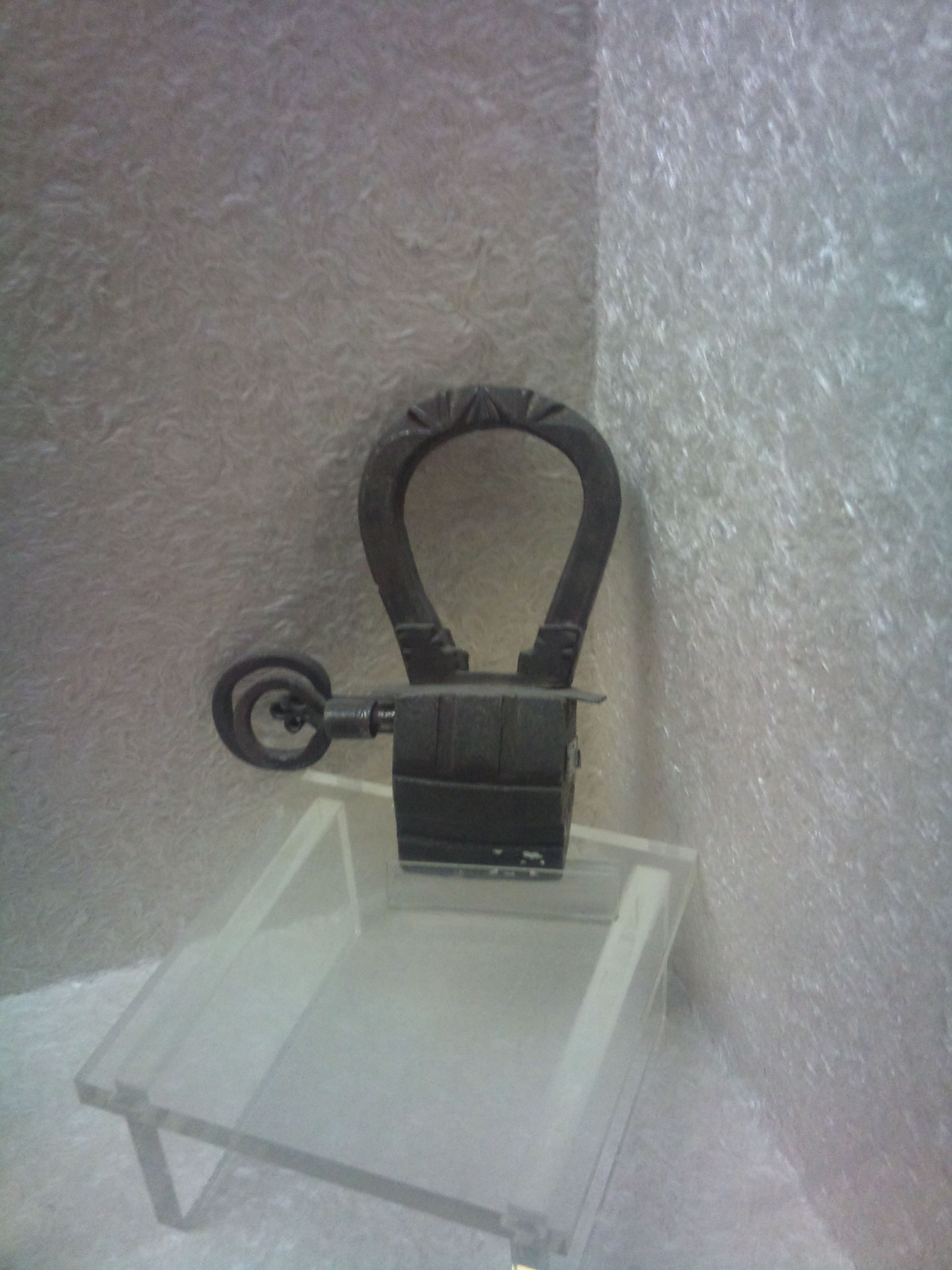
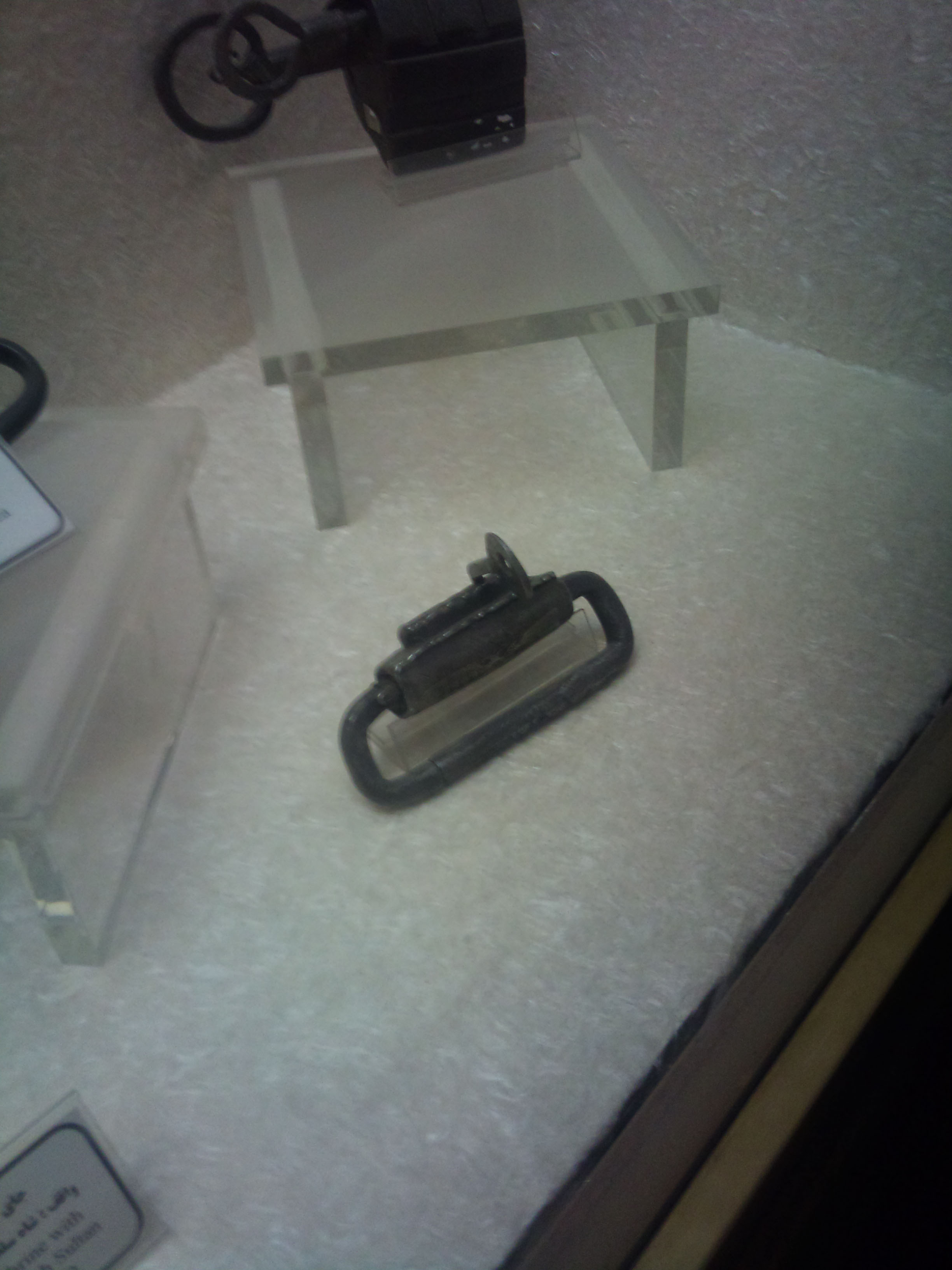
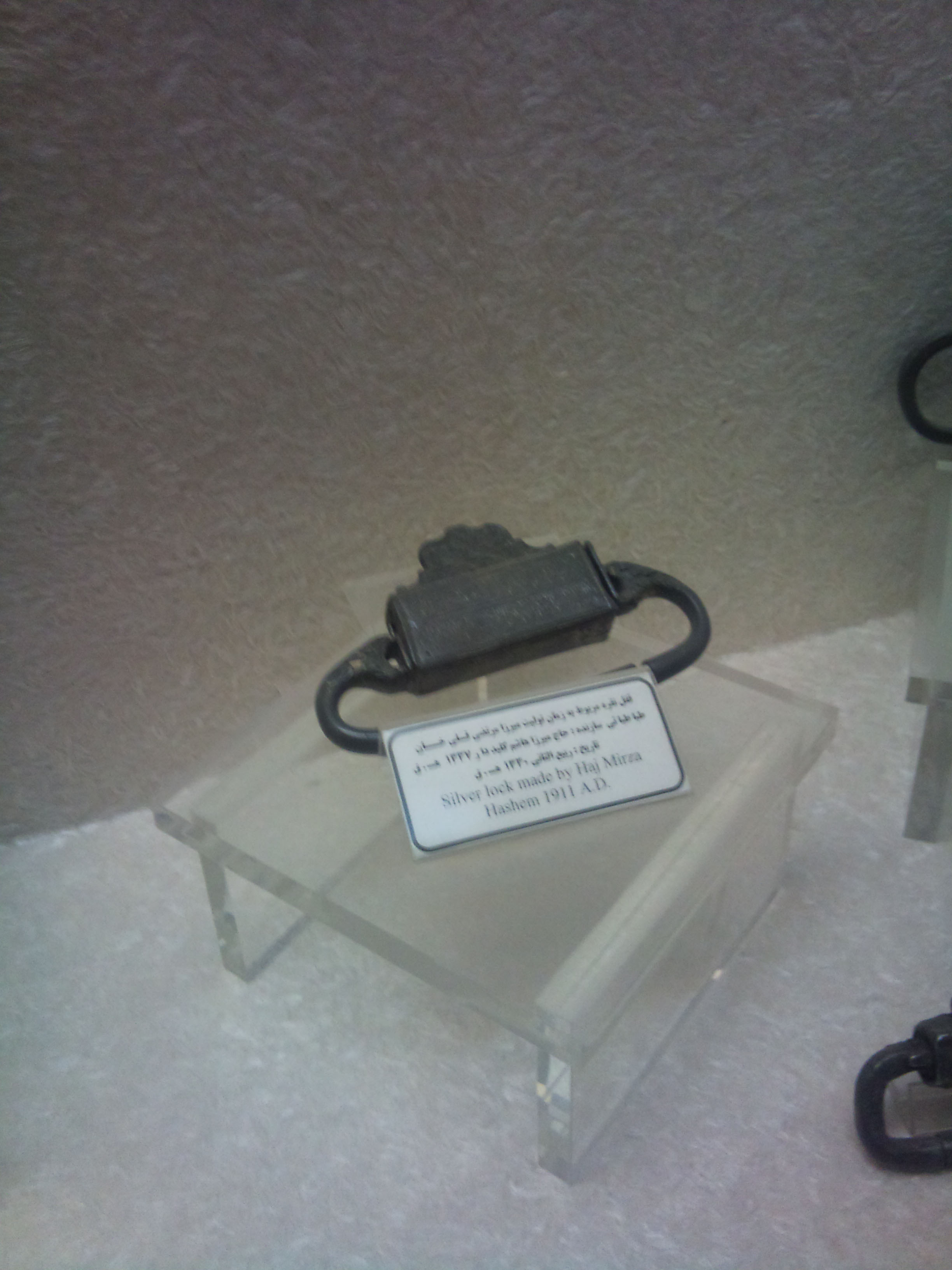
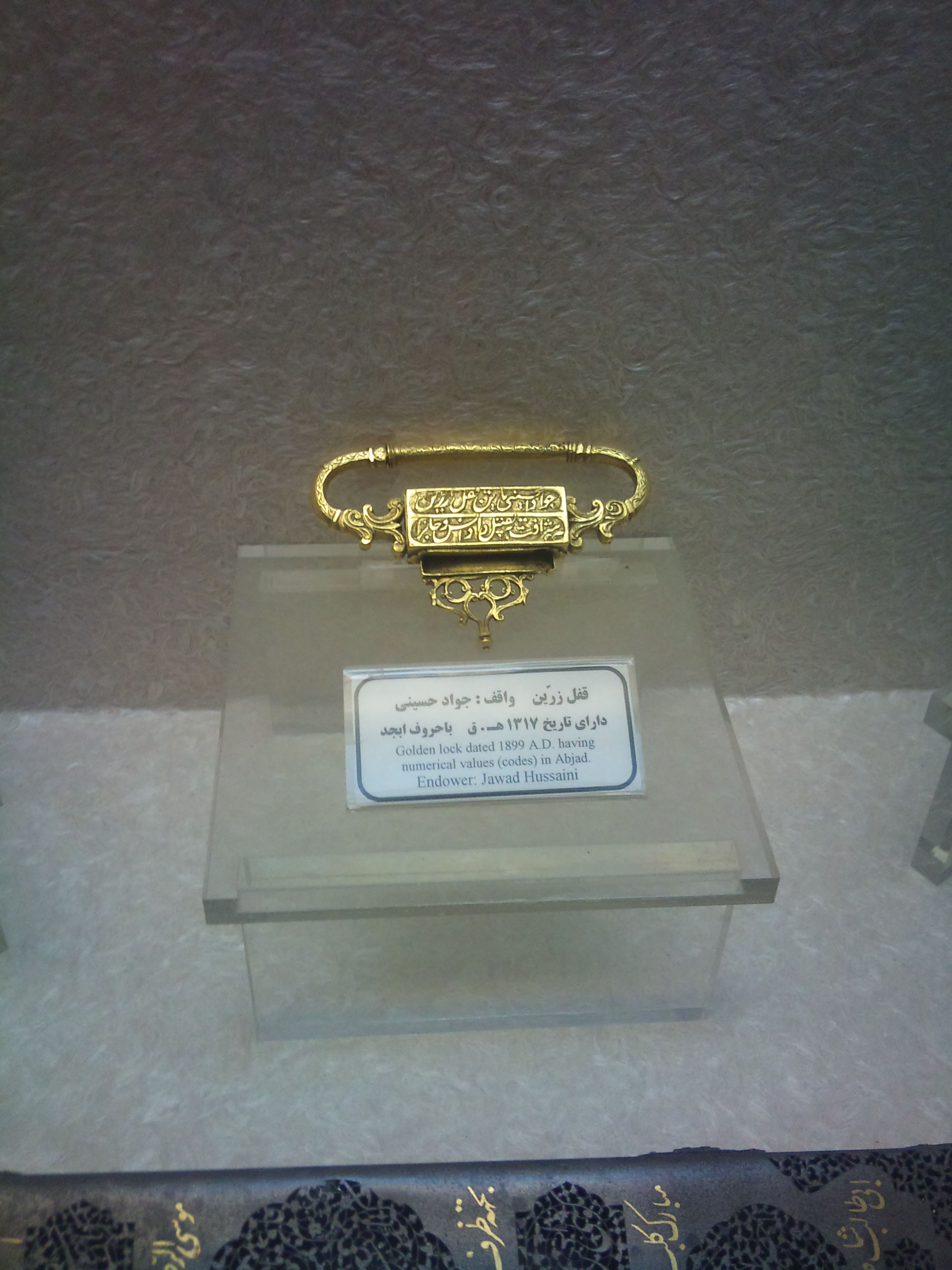
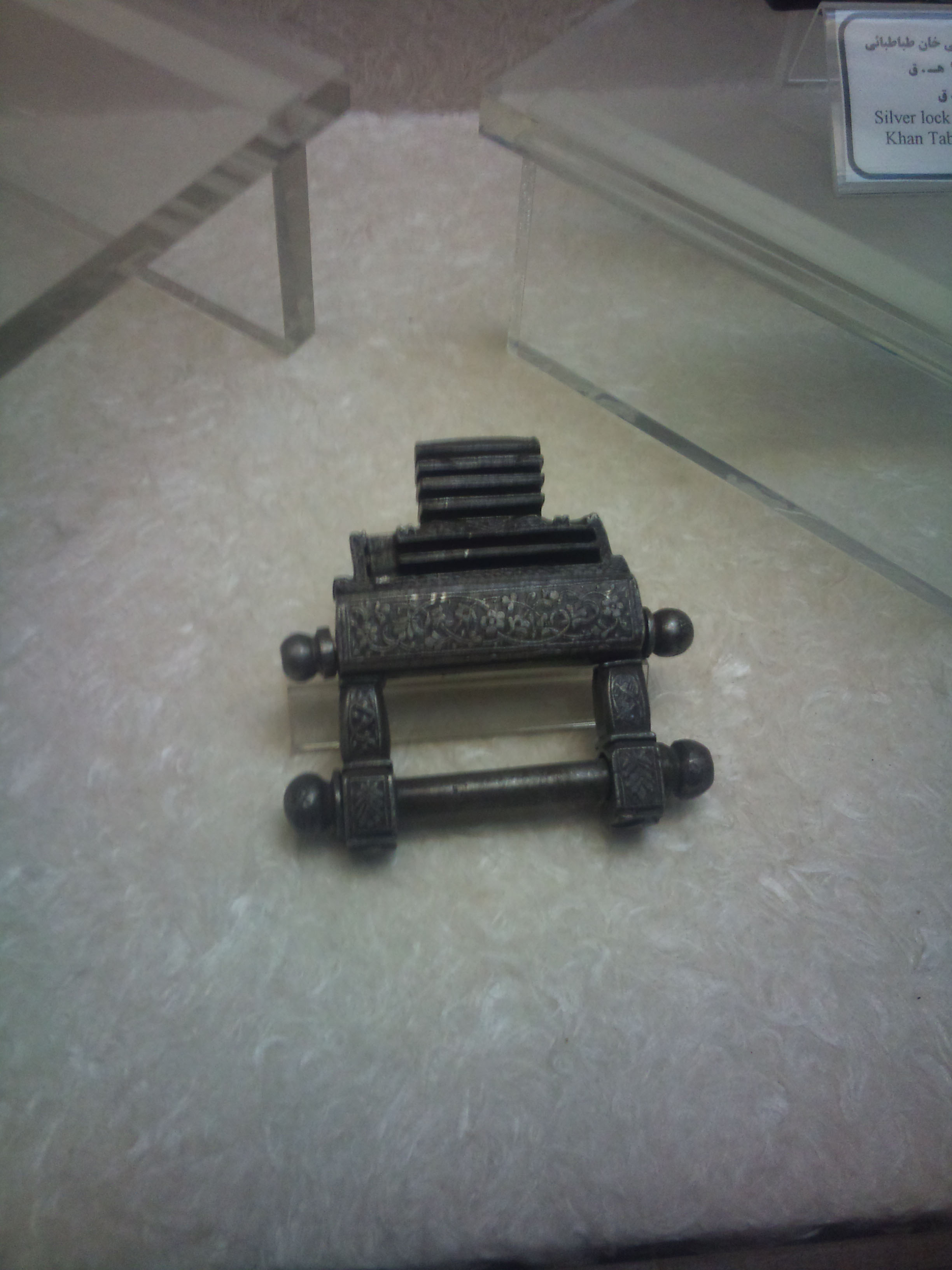
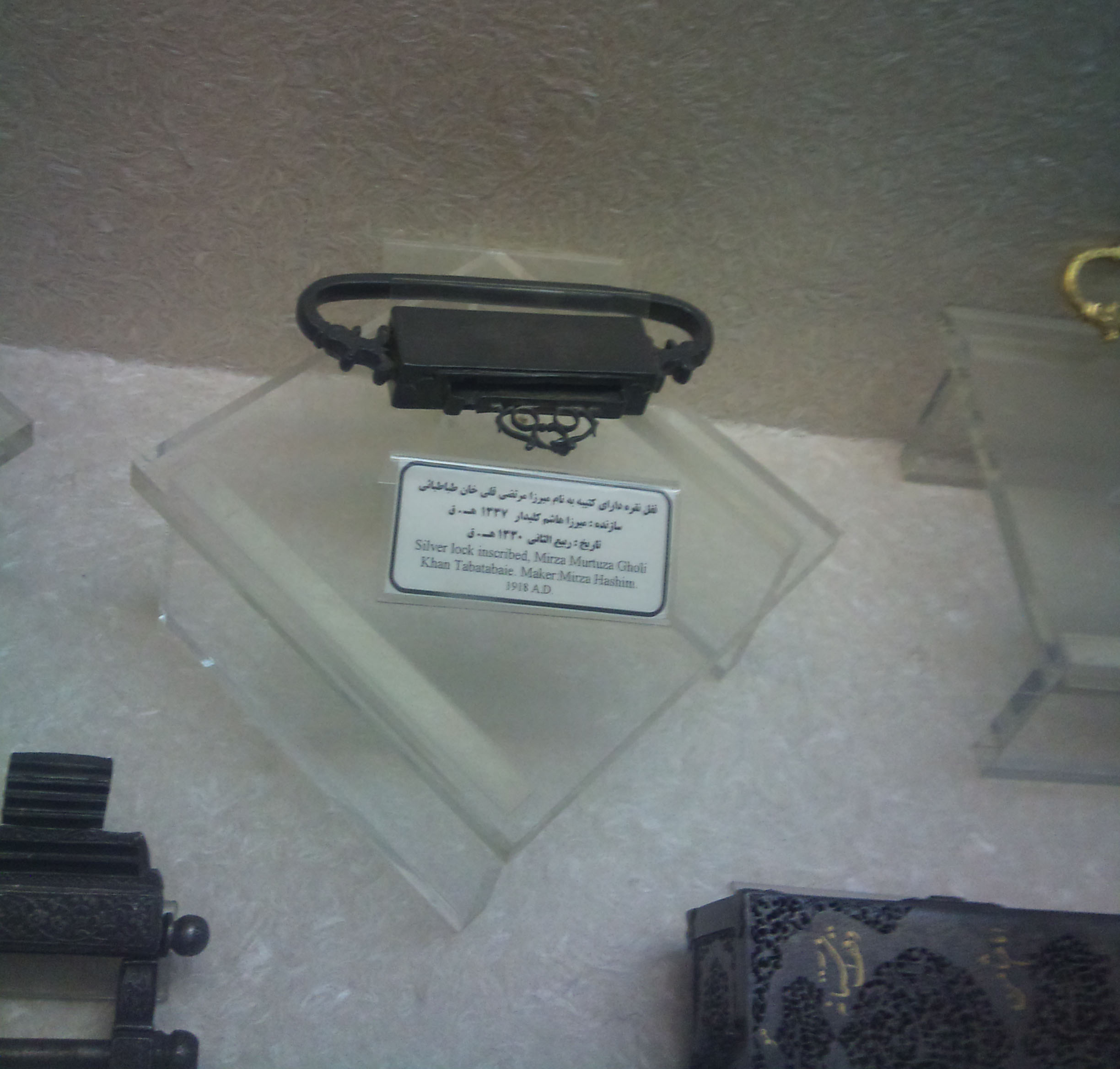
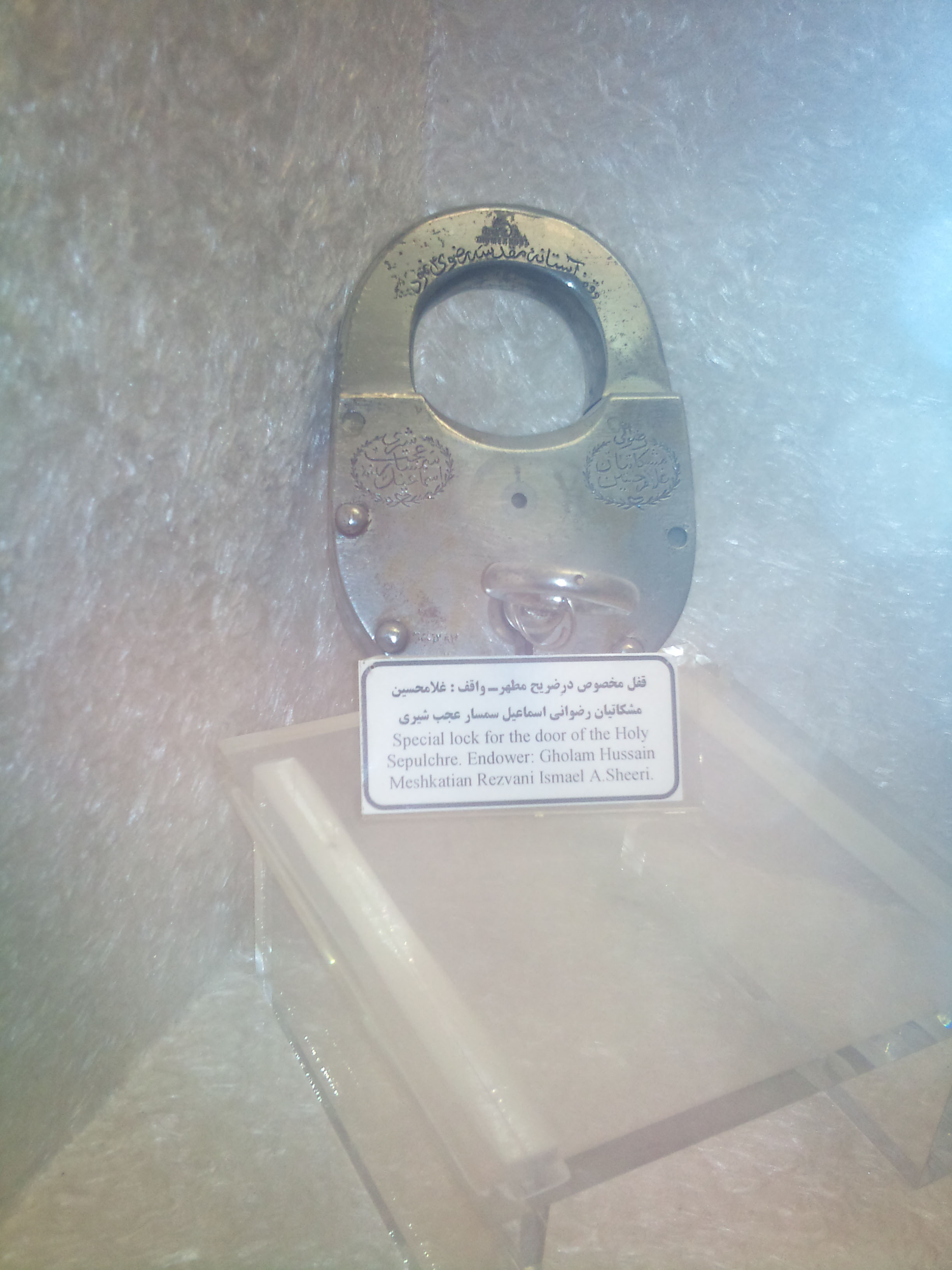
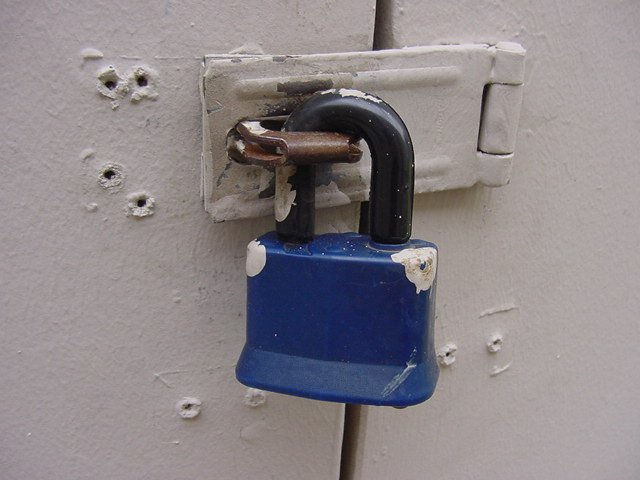
نوعی قفل
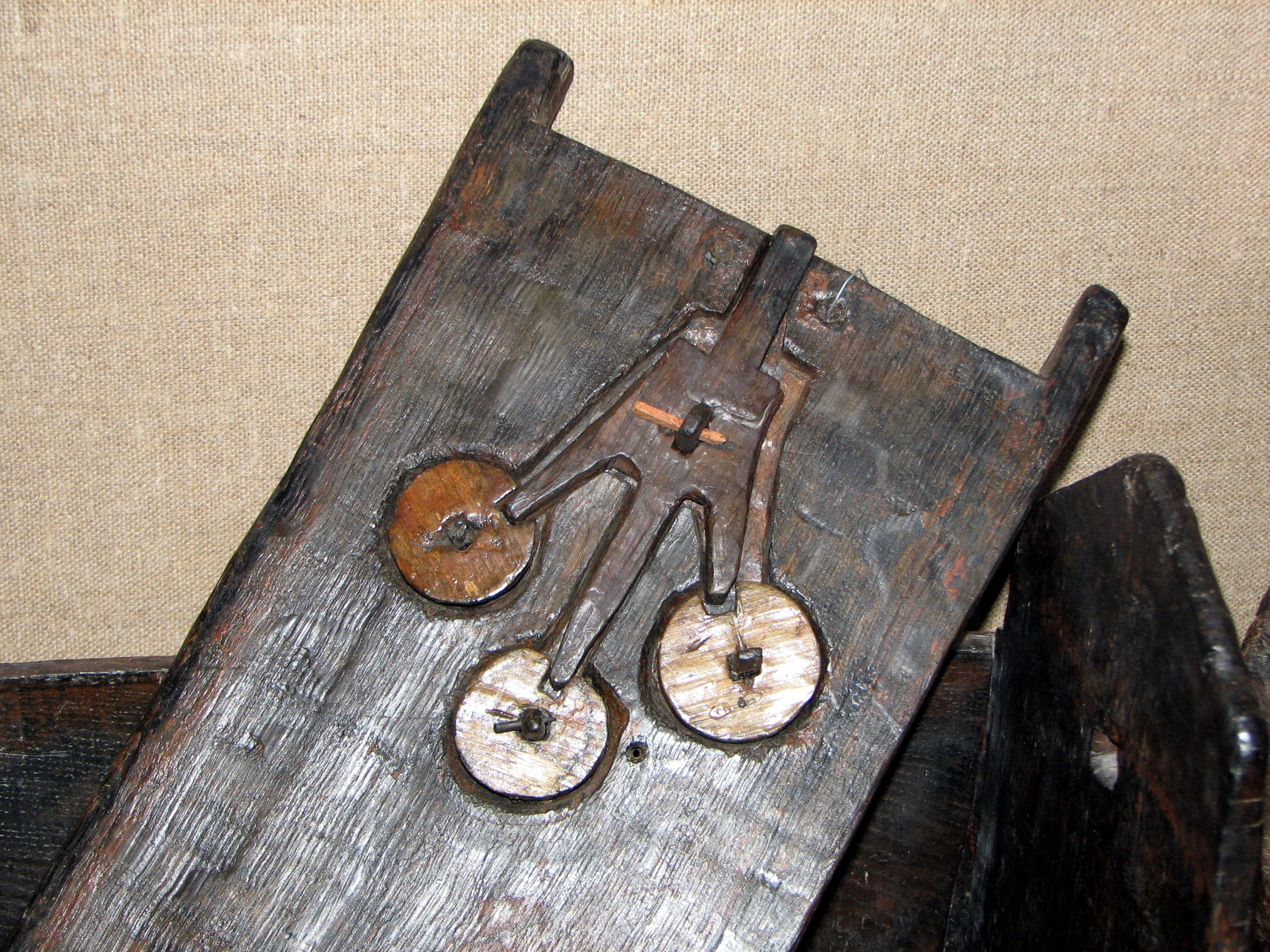
یک قفل دیسکی به‌دست آمده از کشتی سوئدی غرق شده در سال ۱۶۲۸
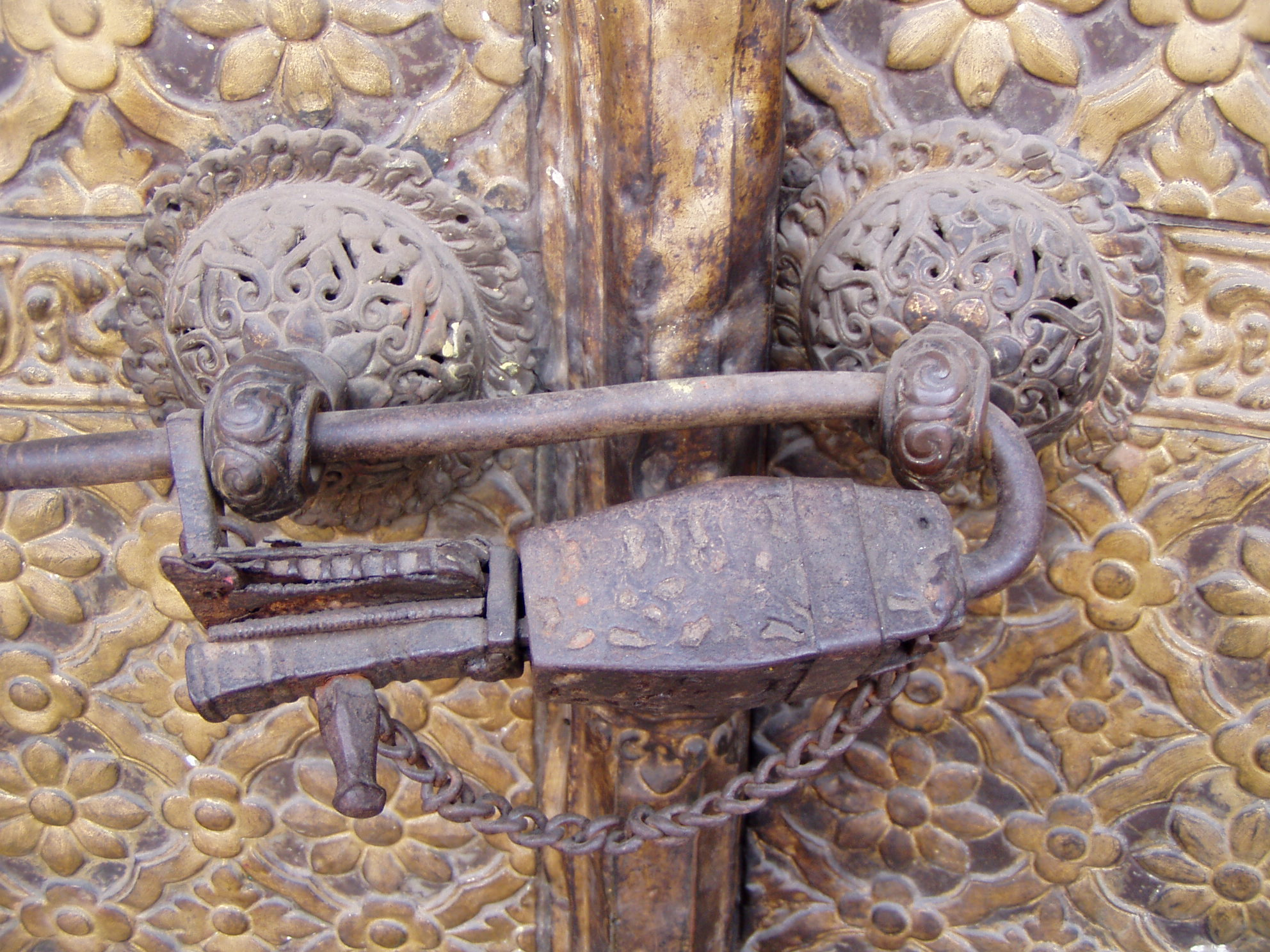
قفل قرون وسطی در کاتماندو
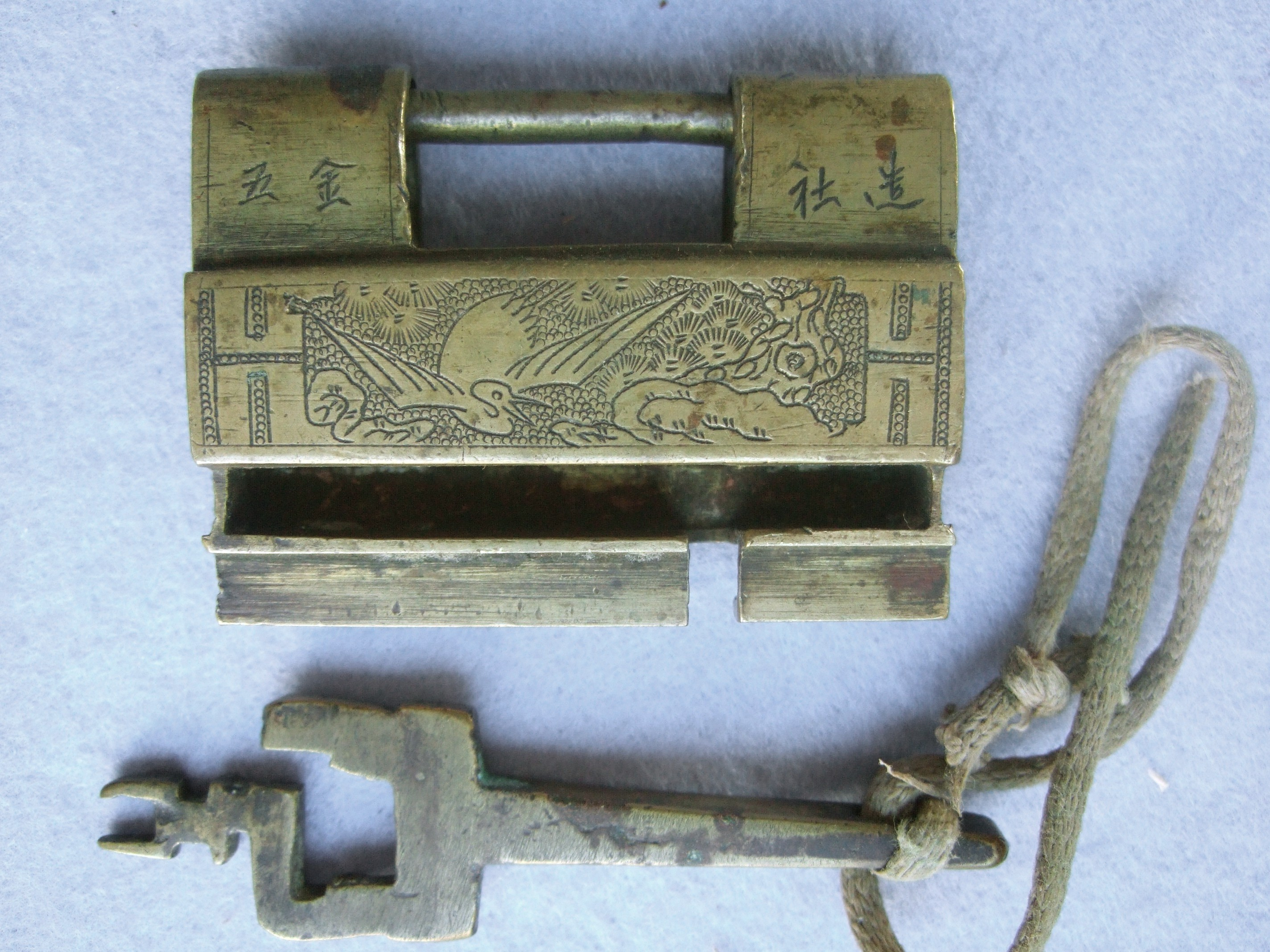
قفل چینی و کلید آن در استان یوننان چین، به‌دست آمده در اوایل قرن ۲۰
نوعی قفل جدید
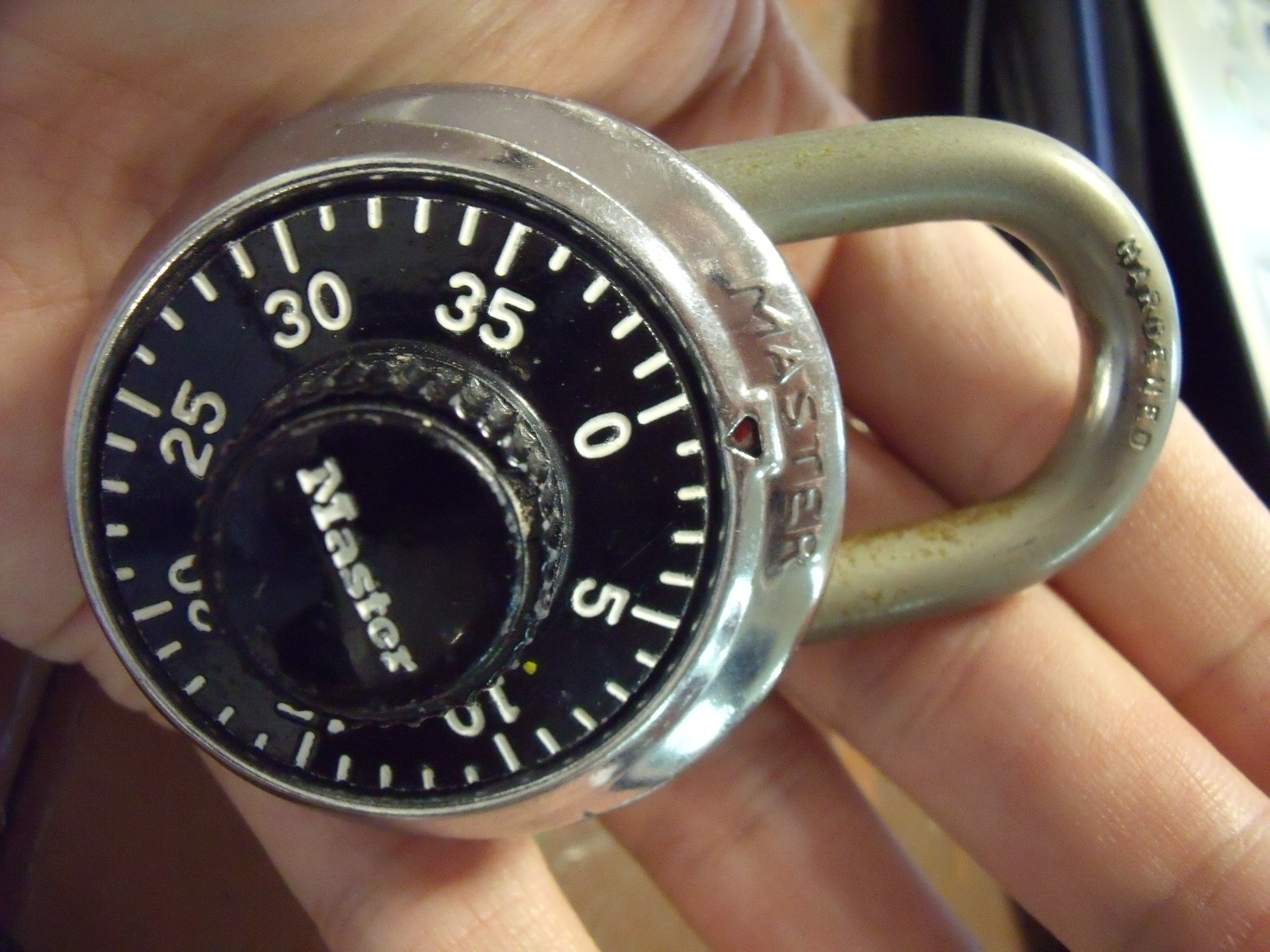
قفل ترکیبی معمولی